# Matías Donnet
Matias Donnet (Santa Fe, 18 de Abril de 1980) é um jogador argentino de futebol, que atualmente joga no Newells Old Boys da Argentina. Venceu a Copa Libertadores da América de 2003 com o Boca Juniors.